# Massekhet Azilut
Massekhet Azilut (hebräisch מסכת אצילות māsekheth ʾəṣiluth, deutsch ‚Traktat der Unmittelbarkeit‘ oder ‚Traktat der Emanation‘) ist ein anonymes kabbalistisches Werk aus dem frühen 14. Jahrhundert. 

## Inhalt des Werkes
Es ist das früheste literarische Produkt der spekulativen Kabbala, das die Lehre der Vier Welten enthält, eine Lehre, die nicht im Sohar enthalten ist sowie die der Konzentration des göttlichen Wesens.  
Das „Traktat von Azilut“ ist die früheste Komposition, die die vier Welten, die Schöpfung und das göttliche Handeln erwähnt, und nach Sefer ha-Bahir eine der ersten, die das Konzept der Sephiroth darstellt. 
Der Titel des Werkes leitet sich von dem Vers „Und Gott kam in einer Wolke herab und redete zu ihm, und er wurde erhöht durch den Geist, der auf ihm war (…)“, Num 11,20 , 4. Buch Mose, (hebräisch בְּמִדְבַּר Bəmīḏbar, deutsch ‚in Wüste Sinai‘) ab.
Zum ersten Mal werden die vier Stufen in der Entwicklung der Schöpfung festgelegt: 
- die Olam Atzilut (hebräisch עולם אצילות ‚die Welt der Erhabenheit‘ ‚Emanation‘‘),
- die Olam Briyah (hebräisch עולם בריאה ‚die Welt der Schöpfung‘ ‚Kontemplation‘),
- die Olam Jetzirah (hebräisch עולם יצירה ‚die Welt der Formgebung‘ ‚Bildung‘ ‚Imagination‘),
- die Olam Asiyah (hebräisch עולם עשיה ‚die Welt der Tat‘ ‚Handlung‘ ‚Reaktion‘)

sowie den Engeln, (hebräisch מַלְאׇכִים mal’ākhîm).
Die Lehren Metatrons und insbesondere der Angelologie sind mit denen der Geonim identisch, und die Idee der Sephiroth hierin einfach und nicht philosophisch erläuternd dargestellt, so dass die Annahme, sie sei direkt von irgendeinem philosophischen System beeinflusst, kaum gerechtfertigt ist.
Das Buch verortet Metatron und die ihn umgebenden Engel in der Olam Jetzirah (hebräisch עולם יצירה ‚die Welt der Formgebung‘) und nicht in der Olam Briyah (hebräisch עולם בריאה ‚die Welt der Schöpfung‘), wie es später der Fall war.
Außerdem werden die Sephiroth zum ersten Mal als ‚personalisierte Attribute der Gottheit‘ dargestellt. Die Form, in der die Grundlagen der Kabbala hier dargelegt werden, sowie die Betonung der Geheimhaltung der Lehre und der obligatorischen Frömmigkeit der Lernenden zeugen von der frühen Entstehung des Werks. Als der Massekhet Aẓilut geschrieben wurde, war die Kabbala noch kein Gegenstand allgemeiner Studien, sondern noch einigen Auserwählten vorbehalten. Die Behandlung ist im Großen und Ganzen die gleiche wie in den mystischen Schriften aus der Zeit der Geonim, mit denen das Werk viel gemeinsam hat. Im Gegensatz dazu hielt Gershom Scholem es für ein Werk des 14. Jahrhunderts.

## Vermeintliche Autorenschaft
Das Werk wurde von Adolf Jellinek Jakob ha-Nazir von Lunel (hebräisch יעקב בן שאול מלוניל Ya'akov ben Sha'ul mi-Lunel) zugeschrieben, der im 13. Jahrhundert lebte und als ein wichtiger Akteur der kabbalistischen Tradition in Provence und Südeuropa gilt. Eine Hypothese, die von Gerschom Scholem, aber als sehr fragwürdig eingestuft wurde.

## Wirkung
Beginnend mit Isaak ben Samuel von Akkon und der Massekhet Atzilut wurde der hebräischen Buchstaben Jod (י) mit der Welt Atzilut in Verbindung gebracht, He (ה) mit der Welt Briyah, Vau (ו) mit der Welt Jetzirah und das letzte He mit der Welt Assiah, und so wird der Name Gottes, JHWH, in Bezug auf die vier Welten buchstabiert.

## Werkveröffentlichung
- Massekhet Azilut. In: Adolph Jellinek: Auswahl kabbalistischer  Mystik. Traktat über die Emanation (Masechet Azilut), Erstes Heft,  A. M. Colditz, Leipzig 1853. Freimann-Sammlung, der Universitätsbibliothek Frankfurt am Main, auf sammlungen.ub.uni-frankfurt.de